# Diguvapalli, Chintamani
Diguvapalli là một làng thuộc tehsil Chintamani, huyện Kolar, bang Karnataka, Ấn Độ.